# Minding
Minding née le 10 février 2013 est une jument de course irlandaise, de race pur sang anglais, qui participe aux courses hippiques de plat. Propriété du consortium Coolmore, portant la casaque de l'un des associés, Derrick Smith, elle est entraînée par Aidan O'Brien et montée par Ryan Moore. 

## Carrière de courses
Minding débute en juin de ses 2 ans sur l'hippodrome de Leopardstown par une deuxième place avant d'ouvrir son palmarès trois semaines plus tard. Ses premiers pas au plus haut niveau ont lieu en août dans les Debutante Stakes, un groupe 2 où elle doit baisser pavillon devant sa compagne d'écurie Ballydoyle. Minding ne tarde pas à prendre sa revanche dans les Moyglare Stud Stakes, dans lequel elle devance Ballydoyle de trois-quarts de longueur. Cette victoire lui vaut un changement de statue : jusque-là montée par le deuxième jockey de Coolmore, Seamie Heffernan (et par le troisième Colm O'Donoghue, dans les Debutante Stakes), Minding est désormais confiée au premier jockey de l'écurie, Ryan Moore. Et c'est avec lui qu'elle enchaîne une nouvelle victoire, dans le Fillies' Mile, où elle terrasse ses adversaires de quatre longueurs et demi. Ce doublé de groupe 1 lui vaut les louanges d'Aidan O'Brien, son entraîneur (qui la qualifie de "pouliche exceptionnelle", le titre de meilleure 2 ans d'Europe en 2015 et le statut de favorite des 1000 Guinées 2016. 
Minding effectue sa rentrée directement dans les 1000 Guinées sans passer par une préparatoire, comme Aidan O'Brien en a l'habitude. Grandissime favorite, elle s'y impose de trois longueurs et demi devant sa vieille copine Ballydoyle et Alice Springs, soit le copier-coller de l'arrivée des Moyglare Stud Stakes huit mois plus tôt. Elle tente ensuite un doublé dans les 1000 Guinées irlandaises, qui lui semblent promises, mais elle se fait surprendre par Jet Setting, qui passe une tête sur le poteau, elle qui avait terminé dans le lointain dans les Guinées de Newmarket. Elle poursuit sa campagne classique en s'alignant dans les Oaks d'Epsom, où les parieurs ne lui tiennent pas rigueur de l'accroc des Guinées irlandaises et la placent grandissime favorite. L'allongement de la distance ne lui pose aucun problème et Minding l'emporte facilement. N'ayant pas de sérieuse rivale parmi les pouliches de 3 ans angol-irlandaises, Minding doit maintenant prouver qu'elle peut se mesurer aux chevaux d'âge. Mais ceux-ci ne semblent pas presser de l'affronter, si l'on en croit la liste des partants dans les Pretty Polly Stakes : Minding a fait le vide et seules quatre juments se présentent au départ, et finalement s'entrebattent pour l'accessit d'honneur loin derrière la monture de Ryan Moore, qui fait cavalier seul. Même chose un mois plus tard : Minding dicte sa loi à quatre concurrentes dans les Nassau Stakes.  
En duel à distance avec l'invaincue Française La Cressonnière pour le titre de numéro 1 des pouliches européennes, Minding n'a toutefois pas encore rencontré les mâles et l'automne approche. Le 10 septembre, elle s'aligne au départ d'une édition d'anthologie des Irish Champion Stakes, bien entourée entre autres par Found, Highland Reel, Harzand (auteur du doublé Derby/Irish Derby) et les Français New Bay et Almanzor. Deuxième favorite derrière Harzand, elle ne peut que terminer troisième, nettement battue par Almanzor et Found laquelle, un mois plus tard, allait s'adjuger le Prix de l'Arc de Triomphe. D'Arc, il n'est pas question pour Minding, même si elle a déjà prouvé sa tenue dans les Oaks. Elle est redirigée vers le mile et appelle de son demi-échec des Irish Champion Stakes dès le mois suivant en s'adjugeant les Queen Elizabeth II Stakes d'une demi-longueur devant le champion miler Ribchester. Ses cinq victoires de groupe 1 glanées tout au long de l'année valent à Minding de devancer Found et Almanzor pour le titre de Cheval de l'année en Europe. 
Maintenue à l'entraînement à 4 ans, Minding effectue sa rentrée en mai dans un groupe 2, les Mooresbridge Stakes, disputée sur l'hippodrome de Naas. Sa victoire ridicule de facilité montre que la jument n'a rien perdu de sa superbe et qu'elle semble prête pour une nouvelle grande saison. Mais en juillet Aidan O'Brien annonce que sa protégée souffre d'une blessure à la jambe et qu'il ne souhaite pas prendre le risque de la faire courir à nouveau. Minding rentre donc au haras, nantie d'un palmarès hors normes où figurent pas moins de sept groupe 1. 

### Résumé de carrière
| Date         | Hippodrome   | Pays        | Course                    | Distance    | Statut      | Jockey        | Place       | Écart       | Vainqueur ou deuxième | Temps       |
| 2015, 2 ans  | 2015, 2 ans  | 2015, 2 ans | 2015, 2 ans               | 2015, 2 ans | 2015, 2 ans | 2015, 2 ans   | 2015, 2 ans | 2015, 2 ans | 2015, 2 ans           | 2015, 2 ans |
| ------------ | ------------ | ----------- | ------------------------- | ----------- | ----------- | ------------- | ----------- | ----------- | --------------------- | ----------- |
| 11 juin      | Leopardstown | Irlande     | Maiden                    | 1 400 m     |             | S. Heffernan  | 2e / 7      | 1 ½         | Tanaza                | 1'32"51     |
| 25 juin      | Leopardstown | Irlande     | Maiden                    | 1 200 m     |             | S. Heffernan  | 1er / 4     | 5 ½         | The Yellow Bus        | 1'16"77     |
| 22 août      | Curragh      | Irlande     | Debutante Stakes          | 1 400 m     | Gr. 2       | C. O'Donoghue | 2e / 8      | 2           | Ballydoyle            | 1'24"71     |
| 13 septembre | Curragh      | Irlande     | Moyglare Stud Stakes      | 1 400 m     | Gr. 1       | S. Heffernan  | 1er / 9     | 3/4         | Ballydoyle            | 1'28"48     |
| 9 octobre    | Newmarket    | Royaume-Uni | Fillies' Mile             | 1 600 m     | Gr. 1       | R. Moore      | 1er / 10    | 4 ½         | Nathra                | 1'37"87     |
| 2016, 3 ans  |              |             |                           |             |             |               |             |             |                       |             |
| 1er mai      | Newmarket    | Royaume-Uni | 1000 Guinées              | 1 600 m     | Gr. 1       | R. Moore      | 1er / 16    | 3 ½         | Ballydoyle            | 1'36"53     |
| 22 mai       | Curragh      | Irlande     | 1000 Guinées irlandaises  | 1 600 m     | Gr. 1       | R. Moore      | 2e / 10     | tête        | Jet Setting           | 1'42"46     |
| 3 juin       | Epsom        | Royaume-Uni | Oaks                      | 2 400 m     | Gr. 1       | R. Moore      | 1er / 9     | 1 ¾         | Architecture          | 2'42"66     |
| 26 juin      | Curragh      | Irlande     | Pretty Polly Stakes       | 2 000 m     | Gr. 1       | R. Moore      | 1er / 5     | 4 ½         | Bocca Baciata         | 2'09"94     |
| 30 juillet   | Goodwood     | Royaume-Uni | Nassau Stakes             | 2 000 m     | Gr. 1       | R. Moore      | 1er / 5     | 1 ¼         | Queen's Trust         | 2'05"05     |
| 10 septembre | Leopardstown | Irlande     | Irish Champion Stakes     | 2 000 m     | Gr. 2       | R. Moore      | 3e / 12     | 3 ½         | Almanzor              | 2'08"93     |
| 15 octobre   | Ascot        | Royaume-Uni | Queen Elizabeth II Stakes | 1 600 m     | Gr. 1       | R. Moore      | 1er / 13    | 1/2         | Ribchester            | 1'38"53     |
| 2017, 4 ans  |              |             |                           |             |             |               |             |             |                       |             |
| 1er mai      | Naas         | Irlande     | Mooresbridge Stakes       | 2 000 m     | Gr. 2       | R. Moore      | 1er / 4     | 3 ½         | Mr. Moonlight Magic   | 2'12"80     |

## Au haras
Promise aux meilleurs étalons de la planète, Minding a pour premier fiancé le crack et grand reproducteur japonais Deep Impact, qui lui donne une pouliche née en 2020. Elle est ensuite présentée à un autre étalon d'exception, Dubawi, et de cette union naît Henry Longfellow, qui remporte les Vincent O'Brien National Stakes et les Futurity Stakes (Gr.2).

## Pedigree
Comme tous les produits de Galileo, Minding est née dans la pourpre, le sire de Coolmore, meilleur étalon au monde, ne saillissant que la crème de la crème des poulinières.
Lillie Langtry en fait partie. Acquise foal pour 70 000 Guinées, puis yearling pour 230 000 Guinées, cette fille de Danehill Dancer, grand étalon et père de mères de renom (ses filles ont donné une dizaine de vainqueurs de groupe 1) fut l'une des meilleures pouliches de sa génération : lauréate à 2 ans des Debutante Stakes et placée des Moyglare Stud Stakes, elle s'adjugea deux groupe 1 à 3 ans, les Coronation Stakes et des Matron Stakes. Au haras, elle allait se révéler une exceptionnelle poulinière avec, fait assez rare dans l'élevage, pour exclusif fiancé Galileo. De cette union sont nées :  
- Kissed by Angels, accidentée alors qu'elle venait de remporter une préparatoire aux classiques, les 1000 Guineas Trial Stakes (Gr.3)
- Empress Josephine, lauréate des 1000 Guinées Irlandaises
- Tuesday, lauréate des Oaks, deuxième des 1000 Guinées Irlandaises, troisième des 1000 Guinées.

### Pedigree
| Origines de Minding (IRE), femelle baie, 2013 | Origines de Minding (IRE), femelle baie, 2013 | Origines de Minding (IRE), femelle baie, 2013 | Origines de Minding (IRE), femelle baie, 2013 |
| --------------------------------------------- | --------------------------------------------- | --------------------------------------------- | --------------------------------------------- |
| Père Galileo 1998                             | Sadler's Wells 1981                           | Northern Dancer                               | Nearctic                                      |
| Père Galileo 1998                             | Sadler's Wells 1981                           | Northern Dancer                               | Natalma                                       |
| Père Galileo 1998                             | Sadler's Wells 1981                           | Fairy Bridge                                  | Bold Reason                                   |
| Père Galileo 1998                             | Sadler's Wells 1981                           | Fairy Bridge                                  | Special                                       |
| Père Galileo 1998                             | Urban Sea 1989                                | Miswaki                                       | Mr. Prospector                                |
| Père Galileo 1998                             | Urban Sea 1989                                | Miswaki                                       | Hopespringseternal                            |
| Père Galileo 1998                             | Urban Sea 1989                                | Allegretta                                    | Lombard                                       |
| Père Galileo 1998                             | Urban Sea 1989                                | Allegretta                                    | Anatevka                                      |
| Mère Lillie Langtry 2007                      | Danehill Dancer 1993                          | Danehill                                      | Danzig                                        |
| Mère Lillie Langtry 2007                      | Danehill Dancer 1993                          | Danehill                                      | Razyana                                       |
| Mère Lillie Langtry 2007                      | Danehill Dancer 1993                          | Mira Adonde                                   | Sharpen Up                                    |
| Mère Lillie Langtry 2007                      | Danehill Dancer 1993                          | Mira Adonde                                   | Lettre d'Amour                                |
| Mère Lillie Langtry 2007                      | Hoity Toity 2000                              | Darshaan                                      | Shirley Heights                               |
| Mère Lillie Langtry 2007                      | Hoity Toity 2000                              | Darshaan                                      | Delsy                                         |
| Mère Lillie Langtry 2007                      | Hoity Toity 2000                              | Hiwayaati                                     | Shadeed                                       |
| Mère Lillie Langtry 2007                      | Hoity Toity 2000                              | Hiwayaati                                     | Alathea (famille 1-d)                         |